# Дилинген ан дер Донау
Дилинген ан дер Донау (на немски: Dillingen an der Donau; Dillingen a.d.Donau) е окръжен град в Швабия, Бавария, Германия с 18 699 жители (към 31 декември 2017).
Намира се на северния бряг на река Дунав и на ок. 50 km от Аугсбург.